# Gottfried Clausius
Georg Gottfried Clausius (* 13. April 1755 in Frankfurt am Main; † 16. September 1822 ebenda) war ein deutscher Kaufmann und Politiker.

## Leben
Clausius war der Sohn des Frankfurter Bürgers und Goldarbeiters Johann Bernhard Clausius und dessen Ehefrau Maria Margaretha geborene Koch aus Heidelberg. Er war evangelischer Konfession und heiratete am 22. März 1784 in Frankfurt am Main Anna Elisabetha Lieder (* 31. August 1751; † 3. März 1823), die Tochter des Ratsherren Johann Peter Lieder.
Clausius lebte als Kauf- und Handelsmann in Frankfurt am Main. 1784 übernahm er die Lederhandlung seines Schwiegervaters Johann Peter Rieder. Daneben wurde er auch politisch tätig. Er war von 1801 bis 1810 Mitglied des 28er Kollegs (der Bürgerlichen Repräsentation der 14 Quartiere) der Reichsstadt bzw. Fürstprimatischen Stadt Frankfurt. Von 1810 bis 1813 gehörte er dem Departementsrats des Departements Frankfurt an und war auch Mitglied des Departements-Wahlkollegiums des Departements Frankfurt. Vom 11. Oktober 1810 bis zum 28. Oktober 1813 war er Mitglied der Ständeversammlung des Großherzogtums Frankfurt. Er war für das Departement Frankfurt und die Wählergruppe der reichen Kaufleute und Fabrikanten gewählt worden.